# 김요 (고려)
김요(金瑤)는 고려 후기의 문신이다. 자는 태수(泰守)이며, 호는 병옥(秉玉)이다. 본관은 경주이다.

## 생애
생몰년은 미상이다. 양신공 김의진(金義珍)의 7세손으로 태어났다.
문음으로 관직에 올라 여러 관직을 거친 뒤 상장군이 되었으며, 품계는 삼중대광(三重大匡)에 이르렀다. 이후 완산부원군(完山府院君)에 봉군되었다.
충숙왕이 그가 지은 시를 보고 세덕(世德)을 물으니, 조정의 신하들이 상조의 김인경의 손자라 아뢰었다. 그러자 정숙(貞肅)의 문장과 덕행이 뛰어났는데, 요와 같은 손자가 있으니 죽어도 그 성망이 살아있는 것 같다고 말했다.
묘소는 경기도 파주 장단이다. 시호는 문선(文宣)이다.

## 가족
- 고조(高祖)
  - 서도감판관(西都監判官) 증문하시랑평장사(贈門下侍郞平章事) 김수지(金壽之)
- 증조(曾祖)
  - 합문지후(閤門祗候) 김영고(金永固)
- 조부(祖父)
  - 중서시랑평장사(中書侍郞平章事) 김인경(金仁鏡)
- 선고(先考)
  - 상서좌복야(尙書左僕射) 김연성(金鍊成)
- 자녀(子女)
  - 병부시랑 증예의판서(兵部侍郞 贈禮儀判書) 김정윤(金正潤)
- 손자(孫子)
  - 병부판서(兵部判書) 김남보(金南寶)
  - 판삼사사(判三司事) 김남분(金南賁)
  - 중서시랑평장사(中書侍郞平章事) 김남길(金南吉)
  - 밀직사사(密直司使) 김남귀(金南貴)

## 참고 문헌
- 고려사(高麗史), 동경잡기(東京雜記), 경주김씨세보(慶州金氏世譜).